# Guram Doczanaszwili
Guram Doczanaszwili (gruz. გურამ დოჩანაშვილი; ur. 26 marca 1939 w Tbilisi, zm. 3 kwietnia 2021 tamże) – gruziński pisarz, archeolog i etnograf.

## Życiorys
W 1962 ukończył Tbiliski Uniwersytet Państwowy, pracował w Instytucie Historii, Archeologii i Etnografii. Brał udział w kilku ekspedycjach archeologicznych od 1962 do 1975. Następnie pracował w magazynie literackim „Mnatobi” jako kierownik sekcji prozy (od 1975 do 1985), później w 1985 został dyrektorem studia filmowego Gruzija. Jako pisarz zadebiutował w 1961. Jego najpopularniejszym dziełem jest powieść Samoseli Pirweli (Pierwsze ubranie, 1975) oparta na Biblii oraz historii wojny w Canudos w Brazylii z końca XIX wieku. Jest autorem groteskowo-fantastycznych powieści, opowiadań i opowieści, w których ukazuje różnorodny obraz życia współczesnej Gruzji, używając ironii i techniki strumienia świadomości. W czasach radzieckich był znany z odrzucania wzorców socrealizmu i z dysydenckich poglądów.

## Odznaczenia
- Prezydencki Order Doskonałości – 2010[3]